# Antoni Smuglewicz
Antoni Smuglewicz (ur. 1740 w Warszawie, zm. 1810 w Wilnie) – polski malarz teatralny i dekorator wnętrz.
Antoni Smuglewicz był synem Łukasza Smuglewicza, bratem Franciszka.
W latach 1765–1766 Smuglewicz wraz z ojcem wymalował partię w pobliżu ołtarza głównego w kościele zamkowym w Podhorcach; brał także udział w pracach przy dekoracjach malarskich pałacu w Dobrzycy i pałacu w Lubostroniu.